# Varga Zoltán (politikus)
Varga Zoltán (Miskolc, 1952. szeptember 17. –) magyar mérnök-közgazdász, politikus, országgyűlési képviselő, 2009. április 16-ától 2010. május 29-éig Magyarország önkormányzati minisztere volt a Bajnai-kormányban.

## Tanulmányai
Diákéveit Miskolcon töltötte, majd középiskolai tanulmányait már Kazincbarcikán, egy vegyipari technikumban folytatta. A pécsi Pollack Mihály Műszaki Főiskolán szerzett előbb vegyipari gépész üzemmérnök, majd szaküzemmérnök diplomát. Közgazdász szakmérnöki diplomáját jóval később, 2001-ben szerezte a Budapesti Gazdasági Főiskolán.

## Pályafutása
1979-ben az Orosházi Üveggyárban üzemmérnökként helyezkedett el, 1997-ben műszaki igazgatójaként hagyta el a gyárat. 1998-tól 2002-ig az orosházi ipari park ügyvezető igazgatójaként tevékenykedett.
1990-ben alapító tagja volt az MSZP orosházi szervezetének. 2000-ben az MSZP Békés megyei alelnökévé, 2009-ben megyei elnökévé választották. 1994 óta a Békés megyei közgyűlés tagja. Itt kezdetben az MSZP-frakció vezetője volt, majd először 1997-98-ban, másodszor pedig 2002 és 2006 között a közgyűlés elnöke. 1998-tól 2002-ig a közgyűlés gazdasági bizottságának elnöke volt.
A 2006-os országgyűlési választáson pártja Békés megyei területi listáján szerzett mandátumot. 2008-ig az európai ügyek bizottságának tagja volt, majd beválasztották a költségvetési, pénzügyi és számvevőszéki bizottságba. 2006-ban Orosházán önkormányzati képviselővé választották, ahol pártja frakcióvezetője volt.
2006 óta tagja az Európai Unió Régiók Bizottságának. 2009. április 16-a és 2010. május 29-e között Magyarország önkormányzati minisztere volt a Bajnai-kormányban. A 2010-es országgyűlési választáson pártja Békés megyei listájáról szerzett mandátumot.
A 2014-es országgyűlési választáson elindult, a Békés megyei 4. sz. országgyűlési egyéni választókerületben második helyen végzett, ezzel nem jutott be a parlamentbe.

## Családja
Nős, egy fiú-, illetve egy leánygyermekük született.